# 信濃町
信濃町（日语：／ Shinano machi */?）是位于長野縣北部上水内郡的一町。

## 历史

### 沿革
- 1889年4月1日 - 市町村制発足。
  - 野尻村、古海村、熊坂村合併為信濃尻村。
  - 大井村、平岡村、穂波村合併為富士里村。
  - 古間村、富濃村、荒瀬原村合併為古間村。
  - 柏原村單獨成立。
- 1955年7月1日 - 柏原村、富士里村合併為信濃村。
- 1956年9月30日 - 信濃村、信濃尻村、古間村合併為現在的信濃町。

## 行政
- 町長：松木重博（2006年11月28日就任）

## 交通

### 道路
- 國道18號